# Carol Bernoth
Carol Bernoth (Carole Estelle Bernoth, verheiratete Sim; * 11. Mai 1938) ist eine ehemalige australische Hochspringerin.
Bei den British Empire and Commonwealth Games 1954 in Vancouver wurde sie Fünfte, und bei den Olympischen Spielen 1956 in Melbourne kam sie auf den 14. Platz.
1954 wurde sie Australische Meisterin. Ihre persönliche Bestleistung von 1,65 m stellte sie 1956 auf.